# Diocese de Parma
A Diocese de Parma (Dioecesis Parmensis) é uma circunscrição eclesiástica da Igreja Católica na Itália, pertencente à Província Eclesiástica da Emília-Romanha e à Conferenza Episcopale Italiana, sendo sufragânea da Arquidiocese de Módena-Nonantola.
A sé episcopal está na Catedral de Parma, na Região da Emília-Romanha.

## Território
Da Diocese faz parte quase o 70 % da província administrativa e 309 paroquias. Existe uma revista Vita Nuova (Vida Nova) fundada em 1919.

## Lista de Bispos de Parma
- Filipo 373-378#
- Urbano 378–382
- Arzio 476#
- Pietro 518#
- Caio 562#
- Tobias 601#
- Exuperâncio? Ca.603#
- Pio 635#
- Gracioso 680
- Aicardo?   c.731#
- Alboíno 744#
- Gerônimo c.775#
- Pedro II 781#
- Lamberto 827–835
- Guibodo (Wibodo) 855(857)–895
- Elbungo 896–916
- Aicardo  916 (920)–927 (926)
- Sigefredo I. 927 (926)–945 (946)
- Adeodato I. 945–960 (952)
- Oberto (Umberto)  960–980
- Sigefredo II  981–1015(1006)
- Maiolo? c. 1013#
- Enrico 1015–1027
- Ugo 1027–1044
- Pedro Cadalo 1045–1073 (=antipapa Honório II 1061-1073)
- Everardo 1072–1085
- Guido (Wido) 1085?–1104 (cismático)
- Bernardo degli Uberti 1106–1133
- Alberto 1133–1135
- Lanfranco 1134(1135)–1162
- Aicardo da Cornazzano 1163–1167 (cismático;expulso)
- Bernardo II. 1172-1194 (trigésimo bispo de Parma)
- Obizzo Fieschi di Lavagna 1194-1224
- Grazia di Arezzo 1224-1236
- Gregório 1236-?
- Martino de Colorno 1237-1242
- Bernardo(Bernardino) Vizio de Scotti 1242-1243
- Alberto Sanvitale 1243–1257 (não consagrado)
- Obizzo Sanvitale 1257–1295 (transferido para Ravenna)
- Giovanni de Castello Arquato 1295-1299
- Godofredo da Vezzano 1299-1300
- Odone
- Papiniano della Rovere 1300–1316 (transf. de Novara)
- Simon Saltarelli (O.S.D) 1317-1323 (transf. p/ Pisa)
- Ugolino Rossi 1323–1377
- Beltrando de Borsano 1379-1380
- Giovanni Rusconi 1380-1412
- Bernardo de Carpi (O.S.Fr) 1413-1425
- Dalphino della Pergola 1425-1463 (transf. p/ Módena)
- Giovanni Antonio de Torre 1463-1475
- Sacramoro Sacramori 1476-1482 (transf. de Piacenza)
- cardeal Giovanni Jacopo Sclafinato 1482-1496 (admin.;cardeal em 1483)
- Stefano Taverna 1497-1499 (bispo número 50 de Parma)
- cardeal Giovanni Antonio San Giorgio 1500–1509
- cardeal Alessandro Farnese seniore 1509–1516 e 1522-1534 (=Papa Paulo III 1534-1549)
- Valentino Cantalicio 1516-1522
- cardeal Alessandro Farnese iuniore 1534–1535
- cardeal Guido Ascanio Sforza di Santa Fiora 1535–1560
- cardeal Alessandro Sforza 1560-1573
- Ferdinando Farnese 1573–1606  (transf. p/ Montefiascone)
- Papirio Picedo(Picedi) 1606–1614  (transf. p/ Borgo San Donnino)
- Alessandro Rossi 1614-1615  (transf. p/ Castro)
- Pompeo Cornazzano (cist.) 1615-1647
- Geronimo Corio 1650-1651
- Carlo Nembrini 1652-1677
- Tommaso Saladino 1681-1694
- Giuseppe Olgiati 1694– 1711  (transf. p/ Como)
- Camillo Marazzani 1711–1760
- Francesco Pettorelli Lalatta 1760–1788
- Carlo Francesco Maria Caselli, OSM 1804–1828
- Remigio Crescini, OSB 1828–1830
- Vitale Loschi 1831–1841
- Giovanni Tommaso Neuschel 1843–1852
- Felice Cantimorri, OFMCap 1854–1870   (transferido de Bagnorea)
- Domenico Maria Villa 1872–1882  (bispo número 72 de Parma)
- Giovanni Andrea Miotti 1882–1893
- Francisco Magani † (12 de junho 1893-1907)
- Guido Maria Conforti † (12 de dezembro 1907-5 de novembro 1931)
- Evàsio Colli † (7 de maio 1932-14 de março 1971)
- Amìlcar Pasini † (31 de dezembro 1971-30 de novembro 1981) (faleceu em 1995)
- Bento Cocchi (22 de maio 1982-12 de abril 1996, nomeado Arcebispo de Modena-Nonàntola
- Sìlvio Cesar Bonicelli (13 de dezembro 1996-19 de janeiro 2008)
- Enrico Solmi (atual, desde 19 de janeiro 2008